# 叶伟超
叶伟超（1989年2月18日—），中国足球运动员，担任前鋒。

## 俱乐部生涯
他于2005年被广州足协公派到英格兰球队布里斯托尔城留洋。之后在2006年学成归来并代表广州参加2006年第12届省运会，协助广州队夺得金牌。2007-2010年被租借到广东日之泉。在2008年曾经连续两场比赛上演帽子戏法，并成为中乙南区最佳射手。同年协助球队从中乙升上中甲。2009年协助广东全运队夺得第十一届全运会男足甲组比赛的银牌。
2010年叶伟超被提升到广州一队效力，但最终因为不符合广州恒大临时主教练彭伟国的要求而继续租借到广东日之泉一年。在2010年4月25日广东日之泉主场对湖北绿茵的中甲联赛中，个人连进四球，成为自1994年以来继胡志军以后第二个在中国足球职业联赛中上演“大四喜”的广东球员。叶伟超在2010赛季中甲联赛中打进14球，仅次于打进20球的郜林，名列射手榜第二位。
2011年5月15日，叶伟超在广州恒大主场对阵河南建业的中超联赛下半场替换雷纳托出场，首次代表广州队亮相。他在第78分钟打进反超比分的一球，最终帮助广州恒大3比1击败对手。但他在2011赛季中受到伤病困扰，最终仅获得4次替补出场的机会。
2013年7月，在广州恒大得不到上场机会的叶伟超租借到中乙球队梅州客家，会合在日之泉时代执教过他的教练曹阳。2014年2月，他再次被租借到广东日之泉。2014年10月，他前往香港超級聯賽球會傑志试训，未获留队。
2016年2月，叶伟超从广州恒大转会至中甲球队浙江毅腾，但上场机会寥寥。2017年，他转投中乙球队梅县铁汉，帮助球队冲甲成功。

## 国家队生涯
2011年3月26日，叶伟超在中国队和哥斯达黎加的友谊赛中首次代表成年国家队出场。他在比赛最后时刻送出助攻，帮助俱乐部队友郜林将场上比分改写为2-2。

## 荣誉
- 2002年耐克蝎斗3对3足球赛14岁组别最佳射手和最有价值球员
- 耐克杯曼联青少年超级杯赛（U-15）最佳射手，2004年
- 中国足球乙级联赛最佳射手：2008年
- 中国足球超级联赛冠军：2011年